# Alexa Mezincescu
Alexa Mezincescu, menționată uneori Alexa Dumitrache-Mezincescu, (n. 7 martie 1936 – d. 20 iunie 2019) a fost o dansatoare de balet și coregrafă română.

## Biografie
Alexa Mezincescu a urmat cursurile Școlii de Coregrafie din București, promoția 1954, clasa Anton Romanowski și Gelu Matei. În 1955 a absolvit Școala de balet “A.Vaganova” din  Leningrad.Între anii 1968-1970 urmează cursurile Institutului Regal Academic de Coregrafie din Stockholm, Suedia. Între anii 1980-1983 urmează, la București,  cursurile speciale de perfecționare coregrafică ale Centrului de Perfecționare a Cadrelor din Cultură.A fost solistă principală la Opera Națională Română, unde s-a remarcat pentru interpretările compozițiilor lui Anton Bruckner. Mezincescu a murit la 20 iunie 2019, la vârsta de 83 de ani.

## Activitate
A fost profesor la Liceul de Coregrafie București, catedrele dans clasic și repertor, prim balerină a Operei Naționale din Bucuresti, coregrafă a Operei Naționale din Bucuresti.
Repertoriu ca prim-balerină:
- Parasa -  „Calaretul de arama” de R.Glier
- Tai Hoa - „Macul rosu” de R.Glier
- Ruth - „Concertul in Fa” de G.Gershwin
- Maria - „Fantana din Baccisarai” de B.Asafiev
- Julieta - „Romeo si Julieta” de S.Prokofiev
- Masa Mica și Masa Mare - „Spargatorul de nuci” de P.I.Ceaikovski
- Swanilda - „Coppelia” de L.Delibes
- Odette, Odille  - „Lacul lebedelor” de P.I.Ceaikovski
- Aurora -  „Frumoasa din padurea adormita” de P.I.Ceaikovski
- Giselle - „Giselle” de A.Adam
- Esmeralda - „Cocosatul de la Notre Dame” de C.Pugni
- Katerina - „Floarea de piatra” de S.Prokofiev
- Lisa - „La  fille mal gardee” de Herold Lanchbery
- Primavara, Iarna - „Anotimpurile” de A.Vivaldi
- Isolda - „Tristan si Isolda” de R.Wagner
- Prima balerina  - „Valsul” de M. Ravel
- Gherda - „Craiasa Zapezii” de L. Alexandra
- Ileana - „Iancu  Jianu” de M. Chiriac
- Solista - „Simfonia Neterminata” de Fr. Schubert
- Solista - „Simfonia clasica” de S. Prokofiev
- Chopin - „Carnavalul” de R. Schumann

În calitate de coregraf a regizat spectacolele:
- „Anotimpurile”  - balet, pe muzica de Antonio Vivaldi
- „Poem Bizantin” - de Doru Popovici
- „Timpul cerbilor” - de Tiberiu Olah
- „Tristan și Isolda” - preludiu la opera lui Richard  Wagner
- „Simfonia în do” - de Georges  Bizet
- „Simfonia clasica” -  de Serghei Prokofiev
- „Jocul perechilor” - balet într-un act, suita Arleziana, de Georges Bizet
- „Jocuri” - tablou coregrafic, de Anatol Vieru
- „Simfonia I” - de George Enescu
- „În amintire” - tablou coregrafic de Dan Bălan
- „Precauțiuni inutile” („La  fille mal gardee” ) - balet în trei acte de Herold Lanchbery
- „Simfonia în do” - tablou coregrafic de Igor Stravinski
- „Pasărea de foc” - balet într-un act de Igor Stravinski
- „Craiasa Zapezii” - de Liana Alexandra
- „Petrică și Lupul” - basm simfonic pentru copii, de Serghei Prokofiev
- „Curtea Veche” - balet într-un act, de Mihail Jora
- „Spargatorul de nuci” - balet feerie în două acte, de P.I.Ceaikovski
- „Sărbătoarea primăverii” - balet în două părți, de Igor Stravinski
- „Balerinele Degas” - tablou coregrafic, de Claude Debussy
- „Preludiu” la „După-amiaza unui Faun” - balet într-un act, de Claude Debussy
- „Carmina Burana” - cantată într-un act, de Carl Orff
- „Frumoasa din pădurea adormită” - balet feerie în 3 acte, de P.I.Ceaikovski
- „Roșu și negru” - balet în 3 acte, premieră mondială, de Livia Teodorescu Ciocănea[1]

Divertismente la opere:
- „Dragoste și jertfă”, operă în 3 acte (8 tablouri), pe muzică de Cornel Trailescu
- „Der Freishűtz”, operă în 3 acte, pe muzică de Carl Maria von Weber
- „Răpirea din serai”,  operă bufa în 3 acte, pe muzică de W.A. Mozart
- „Orfeu”, tragedie liricăîin 2 parti (6 tablouri) , pe muzică de Gheorghe Dumitrescu
- „Othello”, drama lirică, în 4 acte, pe muzică de Giuseppe  Verdi
- „Norma”, operă în 2 acte, pe muzică de Vicenzo Bellini
- „Elixirul dragostei”, operă comică in 2 acte, pe muzică de Gaetano Donizetti
- „Faust”, operă în  4 acte (7 tablouri), pe muzică de Charles Gounod
- „Carmen”,  operă în 4 acte, pe muzică de George Bizet
- „Liliacul”,   operetă in 3 acte, pe muzică de Johan Strauss [1]

Turne:
- A efectuat     turnee in: Franta, Suedia, Canada, Mexic, Japonia, Liban, Cuba, Spania, Portugalia, Rusia, Italia, Polonia, Bulgaria, Ukraina, Jugoslavia, Bielarus, Ungaria, Austria, USA.[1]

## Distincții
- 1957, Premiul II la Concursul Internațional de Balet de la Moscova
- 1959, Premiul II la Concursul Internațional de Balet de la Viena
- 1964, i se conferă titlul de Artist Emerit al Republicii Populare Romîne (13 ianuarie 1964) „pentru merite deosebite în activitatea desfășurată in domeniul teatrului, muzicii și artelor plastice”[5]
- 1968, i se conferă   Ordinul Meritul Cultural clasa a III-a (12 septembrie 1968) „pentru merite deosebite în activitatea muzicală”[6]
- 2002, Ordinul Național „Serviciul Credincios” în grad de Cavaler. [1][7]